# Rigidez magnética
A rigidez magnética é o momento por unidade de carga de uma partícula. É uma quantidade de grande importância no campo da física de aceleradores e no estudo dos raios cósmicos.

## Fórmula para a rigidez magnética em termos do campo magnético normal
A força de Lorentz, na ausência de um campo elétrico, pode ser escrita:
q v × B=dp/dt
onde q é a carga de partículas, v é sua velocidade, B é o campo magnético pelo qual está se movendo, p é o momento da partícula e d/dt é a derivada em relação ao tempo.
Vamos considerar a situação em que a partícula está viajando perpendicularmente às linhas do campo magnético. Nesse caso, o lado esquerdo da equação acima se torna o produto qvB. O vetor de momentum mudará de direção à medida que se move através do campo magnético. Nós introduzimos um ângulo diferencial dθ.  Isso nos permite escrever o momento diferencial na forma dp = pdθ e simplesmente segue dp/dt = pdθ/dt. A velocidade angular é igual à velocidade v dividida pelo raio de curvatura da trajetória da partícula ρ. Assim, o lado direito da primeira equação se torna pv/ρ. Colocando tudo junto, é evidente que os termos de velocidade cancelam e o rearranjo produz:
p/q=Bρ
Esta é a rigidez magnética expressa em termos do campo magnético normal ao qual a partícula está viajando e seu raio de curvatura.

## Fórmula para a rigidez magnética em elétron-volt
Na física de aceleradores, o momento é frequentemente expresso em GeV/c. Isso permite que a fórmula para a rigidez magnética seja escrita na seguinte forma simples
Bρ=3.3356p (GeV/c)
A fórmula da rigidez magnética deixa claro a troca que os projetistas de aceleradores fazem ao decidir a curvatura doi campo magnético B e o tamanho da máquina (relacionado a ρ). Como exemplo, considere o LHC no CERN. Dois grupos de prótons de 7 TeV são esmagados na colisão na busca pelo Bóson de Higgs. A rigidez magnética dos prótons no LHC será um enorme 23.350 Tesla metros (calculados usando a última equação acima).  O LHC é construído em um túnel preexistente com raio de curvatura de 2,8 km. A relação de rigidez magnética mostra que o campo magnético nos ímãs dipolares deve ser de 8,3 Tesla.  Isso está muito além das capacidades dos ímãs padrão e, portanto, os ímãs supercondutores devem ser usados. Para usar ímãs convencionais com campo de dobra em torno de 2 Tesla, o raio de curvatura do LHC precisaria ser aumentado para mais de 11 km.